# インタークロス
株式会社インタークロスは、宮崎市に拠点を置く株式会社である。職業訓練や新入社員研修などの人材育成支援、求人媒体・採用ツールの提供による人材採用支援など、人材総合サービスを主な事業としている。株式会社インタークロスは「人と企業を結ぶ接点を創造する」と言う目的をもって設立された。主たる事業である委託職業訓練は宮崎県内では後発で、Webデザイン・Webシステムなどのカリキュラムを導入している。

## 会社
- 設立 2006年3月
- 資本金 5,000,000円
- 所在地 宮崎県宮崎市宮崎駅東3-7-1
- 従業員数 13名

## 沿革
- 2006年 宮崎キャリア・デザインスクール運営開始
- 2009年 宮崎県中小企業経営IT化促進事業受託
- 2009年 宮崎市求人開拓人材マッチング事業[2] 受託
- 2010年 求人サイトハコブネ！運営開始

## 事業内容
- 委託職業訓練の運営、就職支援、有料職業紹介、求人サイトの運営